# Paul Alphéran de Bussan
Paul Alphéran de Bussan (Aix-en-Provence, 28 ottobre 1684 – Mdina, 20 aprile 1757) è stato un arcivescovo cattolico francese.

## Biografia
Nato ad Aix-en-Provence, in Francia, il 28 ottobre 1686 da genitori nobili, Paul Alpheran de Bussan si laureò in teologia all'Università di Aix nel 1705. Presto viaggiò a Malta e visse con suo zio, Melchior Alpheran de Bussan, un cappellano conventuale di obbedienza del Sovrano Militare Ordine di Malta. Anche suo fratello Jean-Melchior Alphéran fu membro dell'ordine di San Giovanni e divenne abate dell'abbazia di Sept-Fons nel 1755. La nave su cui viaggiava il diciannovenne Paul fu sorpresa da forti tempeste e dovette cercare riparo alla Baia di San Paolo, dove sbarcò.

### Sacerdozio ed episcopato
Paolo fu ordinato sacerdote dal vescovo Davide Cocco Palmeri l'8 dicembre 1710. Fu ricevuto come cappellano conventuale nella Langue di Provenza. Fu anche priore della chiesa del convento di Saint-Jean-de-Malte ad Aix-en-Provence nel 1720. Fu nominato segretario per gli affari francesi dal Gran Maestro Antonio Manoel de Vilhena.
L'8 marzo 1728, papa Benedetto XIII lo nominò vescovo di Malta. Fu consacrato dal papa in persona il 14 marzo dello stesso anno. Nel 1733 costruì il seminario di Mdina, ora museo della cattedrale. Il 19 settembre 1746 fu nominato arcivescovo titolare di Damiata. Nel 1752 finanziò la stampa di una traduzione maltese del catechismo cattolico del cardinale Bellarmino che fu distribuita a tutte le parrocchie di Malta.
Morì il 20 aprile 1757 nella sua residenza di Mdina. Fu sepolto nella cripta della cattedrale ma il suo cuore fu sepolto nella cappella del seminario che aveva costruito. Su iniziativa del capitolo della cattedrale, una lastra commemorativa in marmo barocco fu installata nella Cappella del Santissimo Sacramento della cattedrale.

## Genealogia episcopale
La genealogia episcopale è:
- Cardinale Scipione Rebiba
- Cardinale Giulio Antonio Santori
- Cardinale Girolamo Bernerio, O.P.
- Arcivescovo Galeazzo Sanvitale
- Cardinale Ludovico Ludovisi
- Cardinale Luigi Caetani
- Cardinale Ulderico Carpegna
- Cardinale Paluzzo Paluzzi Altieri degli Albertoni
- Papa Benedetto XIII
- Arcivescovo Paul Alpheran de Bussan, O.S.Io.Hieros.